# NGC 6944
NGC 6944 је елиптична галаксија у сазвежђу Делфин која се налази на NGC листи објеката дубоког неба.
Деклинација објекта је + 6° 59' 49" а ректасцензија 20h 38m 23,8s. Привидна величина (магнитуда) објекта NGC 6944 износи 13,8 а фотографска магнитуда 14,8. NGC 6944 је још познат и под ознакама MCG 1-52-17, CGCG 399-25, NPM1G +06.0514, PGC 65117.